# Geelsnaveltroepiaal
De geelsnaveltroepiaal (Amblycercus holosericeus) is de enige soort van het zangvogelgeslacht Amblycercus uit de familie troepialen (Icteridae).

## Verspreiding en leefgebied
Deze soort telt 3 ondersoorten:
- Amblycercus holosericeus holosericeus: van zuidoostelijk Mexico tot noordwestelijk Colombia.
- Amblycercus holosericeus flavirostris: van westelijk Colombia tot noordelijk Peru.
- Amblycercus holosericeus australis: van noordelijk Colombia en noordwestelijk Venezuela tot oostelijk Peru en noordelijk Bolivia.

De troepiaal bevindt zich in in Midden- en Zuid-Amerika. De vogel leeft in subtropische of tropische vochtige laaglandbossen.